# Nordjet Airlines
Nordjet Airlines es una aerolínea española, fundada en 2003 como Sagolair. Su denominación legal es Nordjet Airlines S.L. La compañía posee un Certificado de Operador Aéreo de categoría B, expedido por la Agencia Estatal de Seguridad Aérea, que le permite transportar pasajeros, carga y correo en aeronaves con menos de 20 plazas y/o de menos de 10 t.
Está especializada en servicios de aviación ejecutiva. Tiene su base y sede en el aeropuerto de Vitoria. Opera únicamente vuelos chárter.

## Flota
| Avión              | Actual | Antiguo |
| ------------------ | ------ | ------- |
| Cessna Citation II | 1      | 0       |
| Cessna 421         | 0      | 1       |
| Total              | 1      | 1       |